# 持明院基久
持明院 基久（じみょういん もとひさ）は、安土桃山時代から江戸時代初期にかけての公家。官位は従四位上・左近衛権中将。

## 経歴
権大納言・正親町季秀の子として誕生。権中納言・持明院基孝の養子となる。養妹に基子がいる。
公家の身分でありながら、子・基征と共に大坂の陣に参加し大坂城に入城し、最終決戦の天王寺・岡山の戦いで戦死した。また一説には落ち延びたが同年5月28日に没したともいわれている。
高家旗本・大沢基宿の次男・基定が基久の娘の婿となり、名跡を継ぐことを許された。